# Microthia havanensis
Microthia havanensis är en svampart som först beskrevs av Bruner, och fick sitt nu gällande namn av Gryzenh. & M.J. Wingf. 2006. Microthia havanensis ingår i släktet Microthia och familjen Cryphonectriaceae.   Inga underarter finns listade i Catalogue of Life.